# Океания («1984»)
Океа́ния (англ. Oceania) — вымышленный военно-политический конфедеративный блок в романе Джорджа Оруэлла «1984». В Океании живут главные герои романа Уинстон и Джулия и разворачиваются его события. Являет собой гипотетическую (на момент написания романа) модель дальнейшего развития Северной и Южной Америки, и поглощения Соединёнными Штатами Америки Великобритании с её доминионами в единую государственную сущность, а именно — в тоталитарный блок.

Политическая карта мира в романе «1984» Территории, контролируемые Океанией, отмечены на карте светло-розовым цветом

## История и геополитическое положение
Океания занимает третью часть земного шара и включает в себя Северную и Южную Америку, Великобританию, Южную Африку, Австралию и собственно Океанию. Фактически Океания является результатом поглощения Америкой Британской империи. В романе не говорится о принадлежности Антарктиды к Океании, но в то же время есть упоминание, что на этом континенте есть секретные океанийские полигоны. Океания образовалась приблизительно за двадцать пять лет до описываемых в романе событий, то есть в конце 1950-х годов, в результате объединения Британской империи и США. Великобритания была поглощена Океанией после разрушительной гражданской войны и революции, в результате которой к власти пришла партия ангсоц. В 1960-х годах в Океании начался процесс установления единоличной диктатуры Старшего Брата, который завершился примерно в начале семидесятых годов истреблением всех лидеров революции.
Начиная с пятидесятых годов, Океания ведёт войну (формально) за мировое господство с двумя другими сверхдержавами: Евразией и Остазией. На самом же деле целью войны, как написано в книге Голдстейна, является «выработка ресурса машин» для невозможности использования его в целях «излишнего» обогащения населения, а также для поддержания образа врага в сознании людей и оправдания всех бедствий в Океании происками «врагов». Каждая из трёх сверхдержав настолько сильна, что не может быть сокрушена даже объединёнными силами двух других, поэтому война ведётся только на спорных территориях. Спорные территории включают в себя неправильный четырёхугольник с вершинами в Танжере, Браззавиле, Дарвине и Гонконге, а также арктическую полярную шапку; границы между сверхдержавами, проходящие по этим территориям, постоянно меняются. Океания ведёт войну то с Евразией, то с Остазией, смена противника-союзника происходит раз в несколько лет. Бывшая Великобритания, ставшая в романе «ВПП1», являются третьим по численности населения регионом Океании. В романе не называются первый и второй самые густо населённые регионы Океании, но профессор Университета Дели им. Джавахарлара Неру, доктор Кристофер Роллансон предполагает, что второй — это вероятно Мексика.
Столицы, как таковой, Океания не имеет, и являясь конфедеративным территориально-политическим образованием, в каждом регионе имеется своя собственная столица — региональный центр. При этом исторические названия регионов не употребляются, и по прошествии значительного времени, они, по большей части, уже просто забыты. Никто не называет Великобританию — Великобританией, Англией или Альбионом, — с момента образования Океании, она носит название «ВПП1» или Взлётная полоса—1, которое обозначает лишь военно-географическое значение страны, как плацдарма для ударов по Евразии. Действие романа разворачивается в Лондоне, но опять же, никто не называет его Лондоном, «Большим смогом» или «Метрополией», ни даже столицей, а просто региональным центром. Социальной средой, в которой разворачивается действие романа, является совсем не то высокотехнологическое прогрессивное общество, показанное Олдосом Хаксли в антиутопии «О дивный новый мир», и даже не рациональное, научно-обоснованное общество из замятинского «Мы», который послужил в некотором роде лекалом для романа «1984». У Оруэлла это унылое и застойное общество, и технический прогресс здесь служит целям, близким к бентамовскому «Паноптикуму», — так характеризует океанийское общество профессор политологии Портлендского университета Крейг Карр. Возвращаясь к роману «Мы», Океанию с Единым Государством роднит государственная политика промывания мозгов населению. Только у Оруэлла, вместо нейрологических, используются лингвистические методы, и общеобязательную в замятинском Едином Государстве «Великую Операцию», в «1984» заменяет новояз (см. ниже: Язык), — отмечает профессор Роллансон.

## Государственный строй
Достоверная история и эволюция, политическое устройство государства Океания описываются в книге Эммануэля Голдстейна «Теория и практика олигархического коллективизма», согласно которой в Океании не существует единого центра управления государством; каждая область и регион управляется уроженцами этой области. Неограниченный глава государства и правящей партии ангсоц — Старший Брат, которого Роллансон отождествляет с президентом США. Парламента и правительства не существует, вместо них существуют министерства: Министерство правды, Министерство мира, Министерство изобилия и Министерство любви. Фактически власть принадлежит верхушке ангсоца — внутренней партии. Личность и индивидуальность отрицаются в пользу коллективного разума. Наличие собственного мнения приравнивается к эгоизму. Объективная истина не имеет значения, каждый знает только то, что разрешает партия, даже подпольная литература и другая крамола доступна исключительно с её ведома и по её приказу. Душегубный и самоубийственный конформизм всех социальных слоёв океанийского общества, вопреки распространённому мнению, был скопирован Оруэллом не с коммунистической советской системы, а с британской колониальной.
Власть в Океании, как открыл читателям Оруэлл устами главного злодея О’Брайена, перестала быть средством для достижения каких-либо целей, а сама по себе стала целью. Государственный строй стабилен. Это явствует из размышлений главного героя — повторная революция в Океании невозможна, так как история, в гегелевских категориях её понимания, закончилась. Политических изменений также не предвидится — Старший Брат их не допустит. Этим оруэлловская Океания отличается от тоталитарных обществ в других антиутопиях, где подаётся хоть какой-то проблеск надежды. История здесь остановилась и смена существующего status quo невозможна. Положение в Океании безнадёжно — именно эта пессимистичная картина мира и делает книгу сатирой, но не юмором.

## Население
В целом, говоря об Океании можно отметить следующее: все её граждане содержатся каждый в своей клетке, будучи систематически лишены элементарного пропитания, не говоря уже про половые потребности или какие-либо чувственные удовольствия. Партия делает всё это целенаправленно, чтобы направить всю энергию гражданской народомассы на истеричный поиск шпионов и мыслепреступников в своей собственной среде, и к не менее истерическому обожествлению и почитанию их партийного лидера — Старшего Брата. Собственно говоря, никаких граждан Океании не существует — есть лишь многочисленные послушные инструменты в руках партии, готовые донести друг на друга в любой момент, лишь бы продлить своё собственное существование, и малочисленные непослушные, которых гражданами тем более не назовёшь, поэтому более корректным было бы называть их просто населением, которое с младых ногтей обучают шпионить друг за другом. Население Океании составляет 300 млн человек, из которых около 45 млн. — партийные, и одна только система океанийского телевидения-слежения, для своей нормальной эксплуатации, требует привлечения не менее 10 млн постоянных наблюдателей. Знание иностранных языков для большинства населения строго запрещено, языковой шовинизм и неприятие других языков, в том числе — классического английского, поощряется.

## Пропаганда и СМИ
Все средства массовой информации в Океании находятся под контролем правящей партии. Официальная пропаганда, которая ведётся через печатные СМИ и телекраны, призывает граждан к борьбе против внешнего врага (Евразии либо Остазии), а также внутренних врагов — инакомыслящих, которых обвиняют в шпионаже в пользу Евразии или Остазии, либо в принадлежности к тайному «Братству». Безмозглая океанийская пресса, — как её называет профессор К. Роллансон, — публикует многотиражные газеты, представляющие собой подборки «информационного мусора», и не содержащие ничего, кроме новостей спорта, криминальной хроники и астрологических прогнозов. Это обстоятельство, на которое обращает внимание Роллансон, несёт в себе поразительное сходство с более ранним оруэлловским романом «За глотком свежего воздуха» (1939), где отец персонажа, от имени которого ведётся повествование, предпочитает журнал «People», а мать — газету «News of the World», где, по её мнению, печатают больше убийств, и само по себе является сознательной ли, или же невольной оруэлловской оценкой британской таблоидной прессы, по словам Роллансона — одного из величайших британских проклятий.

## Язык
На перспективу, верхушкой правящей партии была разработана стратегия замещения стандартного английского языка, теперь именуемого «староязом», ужасающим изобретением партийных лингвистов и лексикологов — «новоязом», который можно охарактеризовать лишь ему характерной тенденцией к всё большему истощению лексикона, с целью сделать самостоятельное мышление невозможным, — с тем, чтобы у носителей языка речевые обороты стандартного английского языка попросту не вызывали понимания, и им нельзя было внушить ничего, кроме официальной (или псевдо-неофициальной) партийной пропаганды. И, несмотря на то, что стандартный английский язык продолжает использоваться даже в высших политических кругах, успехи в деле оболванивания масс не отметить просто нельзя. Перед написанием «1984» Оруэллом была опубликована статья «Политика и английский язык», в которой он обращал внимание на то, что язык, отдельные его слова и обороты используются либо вообще без смысловой нагрузки, либо в значениях, не соответствующим изначальным, а всё для того, чтобы сделать демократический дискурс, или вообще любую беседу на политическую тему, противоречивой, непонятной, и, что немаловажно, попросту неинтересной простому обывателю, проще говоря — превратить любые разговоры о политике, в том числе и дебаты государственного масштаба, в пустую болтовню. Всё просто, тоталитарному океанийскому режиму не нужны блестящие ораторы или народные трибуны — нужны люди, способные просто прочитать заранее написанный (или только что спешно переписанный) текст. Глобальной же целью дальнейшей деградации-развития новояза было сделать так, чтобы речь стала набором звуков, а не результатом активности головного мозга. Принципы новояза, в частности — регулярное переписывание языковых норм в соответствии с текущей политической конъюнктурой, пророчески предвосхитили неведомое тогда понятие политкорректности.

## Идеология и культура
Государственная идеология Океании — «английский социализм». Официально религии в Океании не существует, однако культ Старшего Брата фактически подменил собой религию в ранее христианских странах. Официальный гимн Океании — «Тебе, Океания» (англ. Oceania, Tis For Thee). Валютой Океании является доллар, разделённый на сто центов, — здесь, как считает профессор Чикагского университета Ричард Аллен Познер, косвенно дал о себе знать «менеджеризм» Оруэлла, его личное неприятие доминирования непроизводственных специальностей, согласно которому, американский и британский капитализм, при сохранении существовавших на тот момент тенденций развития, неизбежно должен был выродиться в диригистскую, бюрократическую систему с централизованной экономикой, не отличимую от советской. Из других нововведений следует также обратить внимание на то, что приблизительно в начале шестидесятых годов в стране была введена метрическая система мер и весов, заменившая принятую в странах британского содружества английскую систему. Принятый в англоязычных странах 12-часовой формат времени был заменён на 24-часовой, — все эти изменения, как значительные, так и малозначимые, имели целью стереть всякие напоминания о культуре, традициях и местных обычаях там, где теперь у власти стояла партия.

## Общая характеристика литературоведов и политологов
Оруэлловед, преподаватель английской литературы при Университете Макгилла Эрика Готтлиб отмечает, что отдельно стоят литературные приёмы, при помощи которых Оруэлл описывает строй и жизнь в Океании. Среди прочего им употребляется аллюзия, которая зачастую появляется в романе в совокупности с постоянно изменяющимися причинно-следственными связями и соотношением целей и средств для их достижения. С применением всей суммы этих литературных приёмов Океания предстаёт в виде мира, в котором не существует связи между знаком и обозначенным, противоестественное считается естественным, а наказание и поощрение абсолютно беспричинны — говоря вкратце, Океания являет собой если и не мир полного абсурда, то уж точно мир преднамеренного и стимулированного властями сумасшествия.
Упомянутый выше профессор К. Карр обобщает, что Океания, поклоняющаяся мифологизированному образу Старшего Брата и руководимая садистской внутренней партией — это место, где всё пошло вкривь и вкось. И намеренное сгущение красок с целью сделать Океанию ещё более ужасающим местом — это попытка Оруэлла предупредить современников и будущие поколения об угрозе, которая исходит от тоталитаризма.

## Океания в экранизациях
В одноименном фильме Майкла Рэдфорда, как отмечает Готтлиб, ужасы океанийского тоталитаризма показаны как прямые последствия послевоенной британской экономики. И эта режиссёрская интерпретация, по её мнению, в целом соответствует заветам Оруэлла, ведь, как он сам и писал в одном из своих предсмертных писем, «1984» был написан им не для того, чтобы дискредитировать социализм, и не в качестве нападки на вновь образованную лейбористскую партию, которую он, по его собственным словам, поддерживал, а для того, чтобы продемонстрировать те извращения общественного устройства, к которым склонна централизованная экономика и которые уже частично воплотились в коммунистических и фашистских режимах.

## Океания и Советский Союз
В 1984 году, после 36 лет игнорирования, советская пресса внезапно разразилась хвалебными статьями о романе, при этом переводя все «стрелки» на Запад. Так, газета «Известия» на волне переоценки романа «1984» в Советском Союзе написала, что оруэлловская Океания соответствует реалиям западного мира и в первую очередь — Соединённым Штатам Америки. В «Новом времени» заявлялось, что тесные одежды тоталитаризма, скроенные Оруэллом на примере Океании, как нельзя лучше подходят капиталистическому строю.